# Roig Arena
Die Roig Arena ist eine im Bau befindliche Mehrzweckhalle in der spanischen Stadt Valencia, Valencianische Gemeinschaft. Sie soll neben Konzerten, Show-, Kultur- und Kunstveranstaltungen in erster Linie die neue Spielstätte des Basketballvereins Valencia Basket Club (Liga ACB) werden. Am 29. Juni 2020 wurde neben dem jetzigen Pabellón Fuente de San Luis mit den Arbeiten begonnen.

## Geschichte
Der 1983 eröffnete Pabellón Fuente de San Luis in Valencia, der drittgrößten Stadt des Landes, besaß ursprünglich 5000 Plätze und zählt heute noch mit seinen 9000 Plätzen zu den kleineren Hallen der EuroLeague. Auch auf Ligaebene liegt die Kapazität nur im Mittelfeld. Anfang August 2018 stellte das leitende Unternehmen Licampa 1617 S.L., gegründet von Juan Roig, Unternehmer, Milliardär und Mäzen des Valencia Basket Club, erste Pläne für eine Mehrzweckarena vor. Der Bau soll neben den Ligaspielen auch für die internationalen Spiele der NBA ausgestattet sein. Hinzu kommen Logen, Catering-Bereiche, integrierte Trainingsflächen und ein Museum. Entworfen wurde die Anlage von dem US-amerikanischen Architekturbüro HOK Sports + Recreation + Entertainment in Zusammenarbeit mit ERRE arquitectura aus Valencia. Die Halle sollte Platz für 15.000 Besucher bieten, 2022 fertig sein und 192 Mio. Euro kosten.
Im Oktober 2019 wurden neue Pläne zum Bau bekannt. Die Valencia Arena soll nun maximal 18.600 Plätze (Basketball: 15.600) bieten und wäre damit, vor der Bizkaia Arena in Barakaldo (18.000) und dem Palau Sant Jordi in Barcelona (17.960), die größte Mehrzweckarena Spaniens. Die Kosten stiegen auf 220 Mio. Euro und der Bau auf einer Fläche von 21.500 m² sollte bis 2023 bezugsfertig sein. Des Weiteren ist der neue Hauptsitz des Valencia Basket Club, ein überdachtes Parkhaus mit rund 1300 Stellplätzen und ein 20.000 m² große Parkanlage geplant. Das Projekt wird komplett über das Unternehmen Licampa 1617 von Juan Roig finanziert.
Nachdem die Stadt im Juni 2020 dem Bauprojekt zugestimmt hatte, unterschrieben Juan Roig und Bürgermeister Joan Ribó den Vertrag über die Übertragung von Gemeindeland für den Bau der Arena. Am 29. Juni 2020 enthüllte der Investor Juan Roig auf dem Baugrundstück zu Beginn der Arbeiten den Namen der neuen Spielstätte. Der Valencia Basket Club wird in der Casal España Arena spielen. Mitte November 2020 gründeten Licampa 1617 und der Festivalveranstalter The Music Republic das Unternehmen València 5 Estrellas zum Betrieb der neuen Arena.
Am 20. November 2021 vergab die Europäische Handballföderation (EHF) in der österreichischen Hauptstadt Wien die Handball-Europameisterschaft der Männer 2028 an die gemeinsame Bewerbung von Spanien, Portugal und die Schweiz. Die Partien in Spanien sollen in Madrid im WiZink Center und in Valencia in der Roig Arena ausgetragen werden.
Im März 2022 gab Investor Roig bekannt, dass die Fertigstellung und Eröffnung der neuen Heimat des Valencia Basket Club sich von 2023 auf 2024 verschiebt. Die geplanten Kosten von 220 Mio. Euro steigerten sich nach einer Neubewertung auf 280 Mio. Euro. Der größte Teil geht auf die Verteuerung der Baustoffe zurück. Der Preis für Stahl hat sich mittlerweile verdoppelt. Dies allein sorgte für Mehrkosten von 12 Mio. Euro. Darüber hinaus wurden die Pläne verändert, um technische und technologische Verbesserungen umzusetzen. Der Investor Roig investiert weitere 60 Mio. Euro aus seinem Privatvermögen, um Verzögerungen zu verhindern und den Bau so schnell wie möglich fertigzustellen. Seit Anfang August 2022 ist das Parkhaus im Bau. Es soll im August 2024 zur Verfügung stehen. Die Arbeiten an der Parkanlage, die zwischen der Arena und dem Parkhaus entstehen soll, sollen im Dezember 2023 beginnen. Im Oktober des Jahres wurde Miguel Martí Gastronomia Hospitality-Partner für das Catering in der neuen Halle. Anfang November 2022 wurde bekannt, dass der Neubau in Roig Arena umbenannt wird. Die Halle sollte einen „klaren, einfachen und identifizierbaren Namen erhalten, der das Erbe von Juan Roig und seiner Familie anerkennt.“
Ende Mai 2023 genehmigte der Stadtrat die abschließende Bauphase der Arena. Die Genehmigung betrifft den dritten Bauabschnitt, der die Fertigstellung der Arena und des nahegelegenen Parkplatzes mit 1300 Stellflächen vorsieht. Die Lizenz genehmigt auch die geplante Eröffnung der Arena im nächsten Jahr. Ende September 2023 waren die großen Träger der Dachkonstruktion installiert. Die Stahlträger haben eine Länge von 115 bis 130 Meter und wiegen zwischen 300 und 450 Tonnen. Insgesamt wiegt die Trägerkonstruktion 2300 Tonnen. Sie wurde in den Monaten zuvor in der Nähe der Arena zusammengeschweißt.
Juan Roig hat im November 2024 die volle Kontrolle über die im Bau befindliche Roig Arena in Valencia übernommen. Die im Besitz von Roig befindliche Holdinggesellschaft Licampa 1617 S.L. hat die Anteile am Bauprojekt zu 100 Prozent übernonnen, nachdem man die letzten Anteile von València 5 Estrellas und Arena Alive SL erwarb. Die Arbeiten an der Roig Arena sollen in der zweiten Jahreshälfte 2025 abgeschlossen sein.
Im März 2025 wurde bekannt, dass das Final Eight des spanischen Basketballpokals Copa del Rey de Baloncesto 2026 und 2027 in der neuen Halle in Valencia ausgetragen werden sollen. Es ist das erste Mal seit den 1940er Jahren (1945 und 1946 in Barcelona), dass das Finale zweimal hintereinander an einem Ort stattfindet. Die Asociación de Clubes Españoles de Baloncesto (ACB) einigte sich mit der Generalitat Valenciana auf die Austragung. 2026 ist das Final Eight vom 19. bis 22. Februar angesetzt.
Im Mai 2025 ging die Privatkundenbank CaixaBank als dritte eine Partnerschaft als Gründungspartner der neuen Mehrzweckhalle ein. Im Januar des Jahres war die Brauerei Heineken España als erstes die Sponsoring-Partnerschaft eingegangen. Im April 2025 schloss LG Electronics España ebenfalls einen Sponsoringvertrag ab. Im Juli des Jahres wurde mit dem Energieversorgungsunternehmen Iberdrola S.A. eine weitere Partnerschaft geschlossen. Ibersola wird die Roig Arena mit Strom versorgen. Darüber hinaus wird das Unternehmen eine 1-Megawatt-Photovoltaikanlage zur Eigenverbrauchsnutzung installieren und Ladestationen für 40 Elektrofahrzeuge bereitstellen. Der Veranstaltungsort wird zu 100 % erneuerbare Energie nutzen.
Ende Juli 2025 wurde erstmals die LED-Beleuchtung der Fassade getestet. Die Halle ist mit 8600 Keramik-Lamellen verkleidet, die in verschiedenen Farben und Mustern erstrahlen.